# Theridion punctipes
Theridion punctipes là một loài nhện trong họ Theridiidae.
Loài này thuộc chi Theridion. Theridion punctipes được James Henry Emerton miêu tả năm 1924.